# Przełączka nad Schodkami
Przełączka nad Schodkami (niem. Treppenschartel, słow. Sedlo nad Schodami, węg. Lépcső-csorba, ok. 1590 m) – częściowo trawiaste, częściowo zarośnięte kosodrzewiną siodełko w grani głównej Tatr Bielskich na Słowacji. Znajduje się w Kozim Grzbiecie pomiędzy Limbową Skałą a Rysią Skałą, Stoki północno-wschodnie opadają do Doliny Suchej. Biegnie nimi ścieżka zamkniętego odcinka Magistrali Tatrzańskiej. Pomiędzy ścieżką a przełączką znajduje się pas kosodrzewiny. Stoki południowo-zachodnie opadają do Doliny do Siedmiu Źródeł. Ich stok jest stromy, częściowo porośnięty lasem, częściowo skalisty.
Kiedy zlikwidowano szlak wiodący od Schroniska pod Szarotką na Skalne Wrota przez Lawinowy Żleb, poprowadzono do Skalnych Wrót nowy szlak od schroniska przez Przełączkę nad Schodkami. Później również ten szlak zamknięto i obecnie cały Kozi Grzbiet jest dla turystów niedostępny. Znajduje się na obszarze ochrony ścisłej Tatrzańskiego Parku Narodowego.